# Ischnochitonika japonica
Ischnochitonika japonica is een eenoogkreeftjessoort uit de familie van de Chitonophilidae. De wetenschappelijke naam van de soort is voor het eerst geldig gepubliceerd in 1991 door Nagasawa, Bresciani & Lutzen.